# Primera División Femenina de España 2018-2019
La Primera División Femenina de España 2018-2019, nota anche come Liga Femenina Iberdrola 2018-2019 per motivi di sponsorizzazione, è stata la trentunesima edizione della massima serie del campionato spagnolo femminile di calcio. Il campionato è stato vinto per la terza volta consecutiva dall'Atlético Madrid. Capocannoniere del campionato è stata Jennifer Hermoso, calciatrice dell'Atlético Madrid, con 24 reti realizzate. Sono retrocessi in Primera División B il Málaga e il Fundación Albacete.

## Stagione

### Novità
Dalla Primera División 2017-2018 sono stati retrocessi in Segunda División il Saragozza e il Santa Teresa. Dalla Segunda División sono stati promossi in Primera División il Málaga e il Dux Logroño.

### Formula
Le 16 squadre si affrontano in un girone all'italiana con partite di andata e ritorno, per un totale di 30 giornate. La squadra prima classificata è campione di Spagna, mentre le ultime due classificate retrocedono in Primera División B, nuovo secondo livello del campionato spagnolo a partire dalla stagione 2019-2020. Le prime due classificate sono ammesse alla UEFA Women's Champions League. Da questa stagione tutte le squadre partecipanti al campionato sono ammesse alla Coppa della Regina 2018-2019.

### Avvenimenti
Il campionato è stato caratterizzato dal record mondiale di presenze in una partita di calcio femminile tra club: 60 739 spettatori per la partita tra Atlético Madrid e Barcellona, valida per la ventiquattresima giornata di campionato, e disputata il 17 marzo 2019 allo stadio Wanda Metropolitano di Madrid.

## Squadre partecipanti
| Club                | Città               | Stadio                                        | Stagione precedente           |
| ------------------- | ------------------- | --------------------------------------------- | ----------------------------- |
| Athletic Bilbao     | Bilbao              | Impianti di Lezama                            | 3º posto in Primera División  |
| Atlético Madrid     | Madrid              | Stadio Cerro del Espino                       | Campione di Spagna            |
| Barcellona          | Barcellona          | Ciutat Esportiva Joan Gamper                  | 2º posto in Primera División  |
| Betis               | Siviglia            | Ciudad Deportiva Luis del Sol                 | 6º posto in Primera División  |
| Espanyol            | Barcellona          | Ciutat Esportiva Dani Jarque                  | 14º posto in Primera División |
| Fundación Albacete  | Albacete            | Ciutat Esportiva Andrés Iniesta               | 13º posto in Primera División |
| Granadilla Tenerife | Granadilla de Abona | La Hoya del Pozo (El Médano)                  | 4º posto in Primera División  |
| Huelva              | Huelva              | Campos Federativos de La Orden                | 9º posto in Primera División  |
| Levante             | Valencia            | El Terrer de Paiporta                         | 8º posto in Primera División  |
| Dux Logroño         | Logroño             | Estadio Las Gaunas                            | Finale in Segunda División    |
| Madrid CFF          | Madrid              | Stadio Matapiñonera                           | 10º posto in Primera División |
| Málaga              | Malaga              | Estadio Federación Malagueña de Fútbol        | Finale in Segunda División    |
| Rayo Vallecano      | Madrid              | Ciutat Esportiva Rayo Vallecano               | 11º posto in Primera División |
| Real Sociedad       | San Sebastián       | Impianti di Zubieta                           | 7º posto in Primera División  |
| Siviglia            | Siviglia            | Ciudad Deportiva José Ramón Cisneros Palacios | 12º posto in Primera División |
| Valencia            | Valencia            | Municipal de Beniferri                        | 5º posto in Primera División  |

## Classifica finale
|  | Pos. | Squadra             | Pt | G  | V  | N  | P  | GF | GS | DR  |
|  | ---- | ------------------- | -- | -- | -- | -- | -- | -- | -- | --- |
|  | 1.   | Atlético Madrid     | 84 | 30 | 28 | 0  | 2  | 96 | 19 | +77 |
|  | 2.   | Barcellona          | 78 | 30 | 25 | 3  | 2  | 94 | 15 | +79 |
|  | 3.   | Levante             | 57 | 30 | 17 | 6  | 7  | 52 | 26 | +26 |
|  | 4.   | Granadilla Tenerife | 54 | 30 | 17 | 3  | 10 | 46 | 40 | +6  |
|  | 5.   | Athletic Bilbao     | 50 | 30 | 14 | 8  | 8  | 48 | 33 | +15 |
|  | 6.   | Betis               | 48 | 30 | 14 | 6  | 10 | 47 | 35 | +12 |
|  | 7.   | Real Sociedad       | 47 | 30 | 13 | 8  | 9  | 51 | 37 | +14 |
|  | 8.   | Valencia            | 35 | 30 | 8  | 11 | 11 | 41 | 53 | -12 |
|  | 9.   | Espanyol            | 35 | 30 | 9  | 8  | 13 | 31 | 42 | -11 |
|  | 10.  | Siviglia            | 29 | 30 | 9  | 2  | 19 | 37 | 60 | -23 |
|  | 11.  | Dux Logroño         | 29 | 30 | 8  | 5  | 17 | 38 | 60 | -22 |
|  | 12.  | Rayo Vallecano      | 29 | 30 | 8  | 5  | 17 | 27 | 55 | -28 |
|  | 13.  | Madrid CFF          | 27 | 30 | 8  | 3  | 19 | 31 | 65 | -34 |
|  | 14.  | Huelva              | 25 | 30 | 6  | 7  | 17 | 22 | 50 | -28 |
|  | 15.  | Málaga              | 25 | 30 | 6  | 7  | 17 | 26 | 67 | -41 |
|  | 16.  | Fundación Albacete  | 24 | 30 | 6  | 6  | 18 | 38 | 68 | -30 |

Legenda:
      Campione di Spagna, ammessa alla UEFA Women's Champions League 2019-2020.
      Ammessa alla UEFA Women's Champions League 2019-2020.
      Retrocesse in Primera División B 2019-2020.
Note:
Tre punti a vittoria, uno a pareggio, zero a sconfitta.

## Risultati
|                    | Ath  | Atl  | Bar  | Bet  | Esp  | FAl  | GTS  | Hue  | Lev  | Log  | Mad  | Mal  | Ray  | ReS  | Siv  | Val  |
| ------------------ | ---- | ---- | ---- | ---- | ---- | ---- | ---- | ---- | ---- | ---- | ---- | ---- | ---- | ---- | ---- | ---- |
| Athletic Bilbao    | –––– | 2-4  | 0-1  | 2-2  | 1-2  | 2-0  | 2-0  | 4-0  | 2-0  | 4-3  | 3-0  | 0-0  | 1-0  | 2-1  | 6-0  | 2-2  |
| Atlético Madrid    | 3-0  | –––– | 0-2  | 3-1  | 3-1  | 6-1  | 2-0  | 3-1  | 2-0  | 6-0  | 6-1  | 4-1  | 3-0  | 5-0  | 3-0  | 3-0  |
| Barcellona         | 2-1  | 2-1  | –––– | 3-0  | 0-0  | 3-1  | 3-0  | 2-3  | 0-0  | 2-0  | 7-0  | 6-0  | 9-1  | 4-1  | 6-2  | 3-0  |
| Betis              | 0-0  | 1-2  | 0-3  | –––– | 2-0  | 3-0  | 1-2  | 1-0  | 0-0  | 3-2  | 3-1  | 1-1  | 3-1  | 2-1  | 1-1  | 4-0  |
| Espanyol           | 1-2  | 0-1  | 0-3  | 1-0  | –––– | 2-4  | 1-1  | 2-1  | 2-1  | 1-0  | 1-0  | 1-1  | 1-1  | 1-1  | 2-0  | 1-1  |
| Fundación Albacete | 0-1  | 1-4  | 1-6  | 2-3  | 3-2  | –––– | 1-3  | 3-2  | 0-1  | 2-2  | 3-1  | 1-1  | 2-1  | 0-1  | 1-2  | 0-2  |
| G. Tenerife Sud    | 3-1  | 1-2  | 1-0  | 1-2  | 2-1  | 1-0  | –––– | 3-1  | 0-6  | 1-0  | 2-3  | 1-0  | 2-3  | 2-3  | 2-1  | 3-0  |
| Huelva             | 0-0  | 0-3  | 1-3  | 1-0  | 1-0  | 0-0  | 1-1  | –––– | 1-1  | 0-2  | 0-2  | 2-0  | 0-1  | 0-0  | 2-1  | 0-2  |
| Levante            | 2-0  | 0-4  | 0-1  | 1-0  | 4-0  | 3-1  | 3-2  | 1-1  | –––– | 4-0  | 0-1  | 7-0  | 1-0  | 1-1  | 1-0  | 0-0  |
| Logroño            | 1-3  | 1-3  | 0-4  | 1-0  | 2-0  | 4-1  | 0-1  | 2-0  | 2-4  | –––– | 2-1  | 1-2  | 3-0  | 2-2  | 1-2  | 0-0  |
| Madrid             | 2-0  | 0-3  | 0-4  | 1-3  | 1-1  | 1-1  | 0-1  | 3-1  | 2-3  | 4-0  | –––– | 1-0  | 0-4  | 0-2  | 0-1  | 1-1  |
| Málaga             | 0-2  | 0-4  | 0-4  | 0-3  | 2-1  | 4-2  | 1-3  | 1-1  | 0-1  | 1-1  | 2-1  | –––– | 4-2  | 1-3  | 3-1  | 1-4  |
| Rayo Vallecano     | 1-1  | 0-3  | 0-4  | 0-0  | 1-5  | 2-0  | 0-2  | 1-0  | 0-1  | 1-1  | 0-1  | 1-0  | –––– | 2-1  | 0-1  | 1-1  |
| Real Sociedad      | 2-2  | 1-3  | 2-5  | 1-0  | 0-0  | 1-1  | 0-1  | 1-1  | 1-2  | 3-0  | 3-0  | 3-0  | 2-0  | –––– | 2-0  | 6-0  |
| Siviglia           | 1-2  | 1-3  | 0-2  | 2-3  | 0-1  | 2-4  | 0-2  | 2-1  | 1-0  | 3-4  | 3-0  | 5-0  | 2-0  | 0-2  | –––– | 2-2  |
| Valencia           | 0-0  | 0-4  | 0-0  | 1-4  | 3-0  | 2-2  | 1-2  | 6-0  | 1-3  | 2-1  | 5-3  | 0-0  | 1-2  | 0-4  | 4-1  | –––– |

## Statistiche

### Classifica marcatrici
| Gol |  |  | Giocatore        | Squadra            |
| --- |  |  | ---------------- | ------------------ |
| 24  |  |  | Jennifer Hermoso | Atlético Madrid    |
| 23  |  |  | Charlyn Corral   | Levante            |
| 16  |  |  | Nahikari García  | Real Sociedad      |
| 16  |  |  | Alexia Putellas  | Barcellona         |
| 15  |  |  | Alba Redondo     | Fundación Albacete |
| 14  |  |  | María José Pérez | G. Tenerife Sud    |
| 14  |  |  | Mari Paz Vilas   | Valencia           |
| 13  |  |  | Lucía García     | Athletic Bilbao    |
| 13  |  |  | Esther González  | Atlético Madrid    |
| 12  |  |  | Aitana Bonmatí   | Barcellona         |
| 12  |  |  | Priscila Borja   | Real Betis         |
| 12  |  |  | Olga García      | Atlético Madrid    |